# Escorca
Escorca es una localidad y municipio español situado en la parte septentrional de la comarca de la Sierra de Tramontana, en Mallorca, comunidad autónoma de las Islas Baleares. A orillas del mar Mediterráneo, este municipio limita con los de Fornaluch, Sóller, Buñola, Alaró, Mancor del Valle, Selva, Campanet y Pollensa.
El municipio escorquero comprende los núcleos de población de Escorca, Lluch y Cala Tuent Puerto de la Calobra.
Escorca está situado el la cordillera de la costa norte, cuyo nombre debe al parecer, a la antigua iglesia parroquial de San Pedro de Escorca, levantada en el siglo XIII y restaurada hace varios años. Su término contiene extraordinarias bellezas, destacándose Cala Tuent, La Calobra, y la inmediata desembocadura del torrente de Pareis, que nace en las montañas de Lluch en donde se encuentra el Monasterio de Lluc (considerado como el lugar sagrado y de peregrinaje por excelencia de la isla por residir en él la Virgen de Lluch, patrona de Mallorca) y corre hasta el mar entre muros de roca imponentes y al llegar a esta forma una minúscula playa que, durante el verano, se ve concurrida de bañistas.

## Geografía
En su término municipal hay cuatro de los picos más altos de Mallorca, en la sierra de Tramontana:
- Puig Mayor (1445 m).
- Puig de Massanella (1364 m).
- Puig Tomir (1102 m).
- Puig Galileu (1181 m).

## Demografía
Escorca cuenta con una población de 203 habitantes (INE 2024).
| Gráfica de evolución demográfica de Escorca entre 1842 y 2021                                                         |
| |
| Población de derecho según los censos de población del INE. Población de hecho según los censos de población del INE. |

### Población por núcleos
Desglose de población según el Padrón Continuo por Unidad Poblacional del INE.
| Núcleos                 | Habitantes (2013) | Varones | Mujeres |
| ----------------------- | ----------------- | ------- | ------- |
| Escorca                 | 139               | 91      | 48      |
| Cala Tuent - La Calobra | 69                | 37      | 32      |
| Lluch                   | 44                | 17      | 27      |

## Administración y política

### Gobierno municipal
| Periodo   | Nombre                    | Partido | Partido                               |
| --------- | ------------------------- | ------- | ------------------------------------- |
| 1979-1983 | Juan Vallespir Llompart   |         | Unión de Centro Democrático           |
| 1983-1987 | Juan Vallespir Llompart   |         | Unió Mallorquina                      |
| 1987-1991 | Martin Solivelles Ferrer  |         | Unió Mallorquina                      |
| 1991-1995 | Antonio Gómez Pérez       |         | Agrupacio Independent D’Escorca       |
| 1995-2011 | Antonio Gómez Pérez       |         | Partido Popular de las Islas Baleares |
| 2011-act. | Antoni Solivellas Estrany |         | Partido Popular de las Islas Baleares |

| Partido político                                               | 2023  | 2023  | 2023       | 2019  | 2019  | 2019       | 2015  | 2015  | 2015       | 2011  | 2011  | 2011       | 2007  | 2007  | 2007       | 2003  | 2003  | 2003       |
| Partido político                                               | %     | Votos | Concejales | %     | Votos | Concejales | %     | Votos | Concejales | %     | Votos | Concejales | %     | Votos | Concejales | %     | Votos | Concejales |
| Partido Popular (PP)                                           | 84,07 | 95    | 5          | 73,48 | 97    | 5          | 70,73 | 116   | 5          | 74,35 | 142   | 6          | 81,48 | 176   | 6          | 72,50 | 174   | 6          |
| El Pi-Proposta per les Illes                                   | 6,19  | 7     | 0          | 12,12 | 16    | 0          | 13,41 | 22    | 0          | —     | —     | —          | —     | —     | —          | —     | —     | —          |
| Partit Socialista de les Illes Balears (PSIB-PSOE)-Per Escorca | 3,54  | 4     | 0          | 5,30  | 7     | 0          | 10,37 | 17    | 0          | 3,14  | 6     | 0          | 2,31  | 5     | 0          | 5     | 12    | 0          |
| Convergència per les Illes (CxIlles)                           | —     | —     | —          | —     | —     | —          | —     | —     | —          | 20,42 | 39    | 1          | —     | —     | —          | —     | —     | —          |
| Unió Mallorquina (UM)                                          | —     | —     | —          | —     | —     | —          | —     | —     | —          | —     | —     | —          | 12,96 | 28    | 1          | 20,83 | 50    | 1          |

## Economía

### Evolución de la deuda viva
El concepto de deuda viva contempla sólo las deudas con cajas y bancos relativas a créditos financieros, valores de renta fija y préstamos o créditos transferidos a terceros, excluyéndose, por tanto, la deuda comercial.
| Gráfica de evolución de la deuda viva del ayuntamiento entre 2008 y 2014                             |
| |
| Deuda viva del ayuntamiento en miles de Euros según datos del Ministerio de Hacienda y Ad. Públicas. |

La deuda viva municipal por habitante en 2014 ascendía a 3.736,60 €.

## Patrimonio
El municipio de Escorca contiene los siguientes lugares de interés:
- Cala Tuent.
- Embalse de Cúber.
- Embalse del Gorg Blau.
- Ermita de San Lorenzo, La Calobra.
- Ermita de San Pedro, Escorca.
- Monasterio de Lluch.
- Albarca.
- Comafreda.
- Binifaldó.
- Cala Codolar.
- Cala de's Capellans.
- Punta de Cala Rotja.

## Véase también

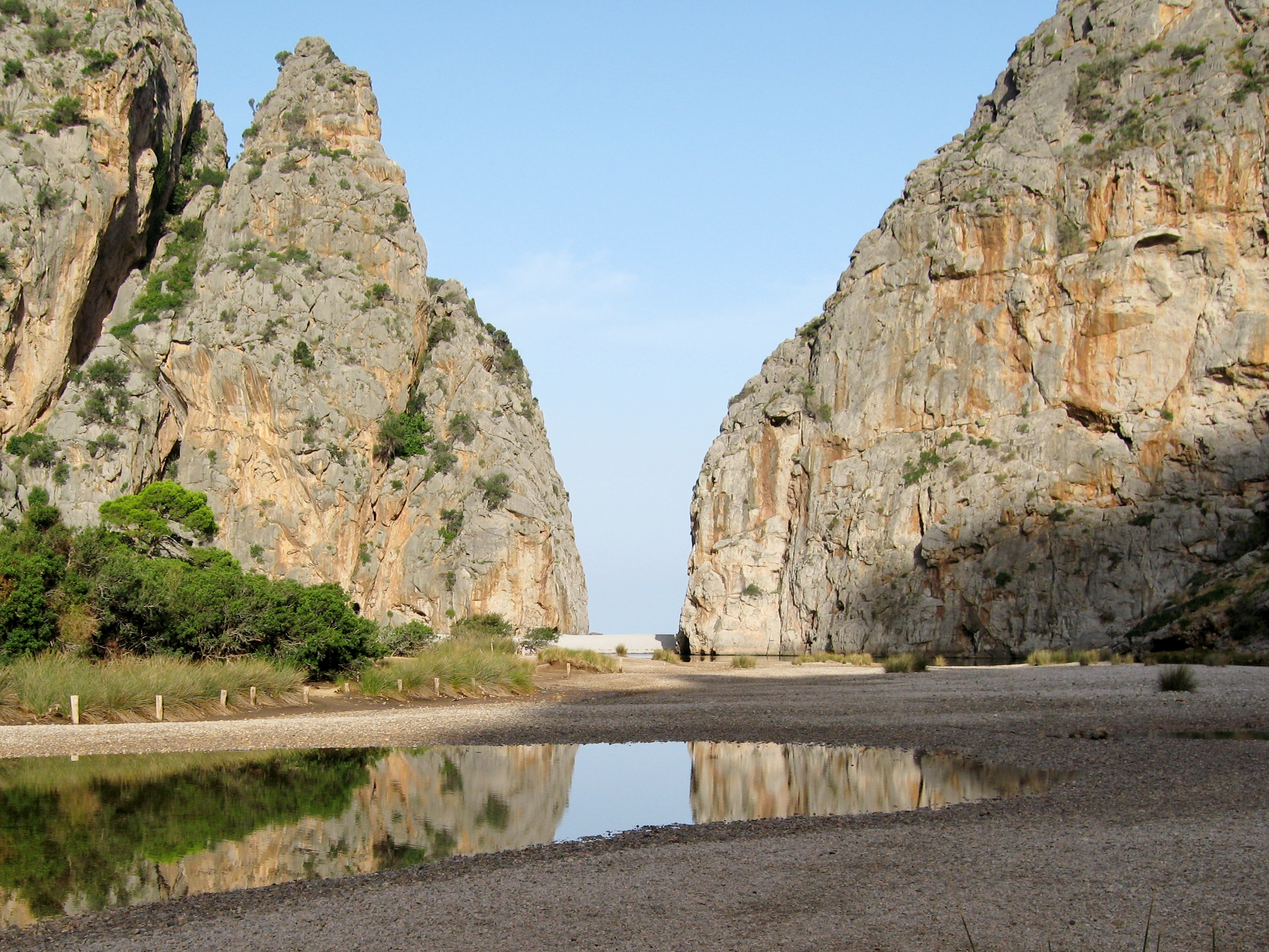
Torrente de Pareis, en el municipio de Escorca